# Chartronges
Chartronges – miejscowość i gmina we Francji, w regionie Île-de-France, w departamencie Sekwana i Marna.
Według danych na rok 1990 gminę zamieszkiwały 272 osoby, a gęstość zaludnienia wynosiła 33 osób/km² (wśród 1287 gmin regionu Île-de-France Chartronges plasuje się na 944. miejscu pod względem liczby ludności, natomiast pod względem powierzchni na miejscu 470.).